# Siegfried Adler
Siegfried Adler (nacido el 29 de marzo de 1943) es un ciclista de carreras alemán. Participó en el Tour de Francia de 1968.